# 安良堂

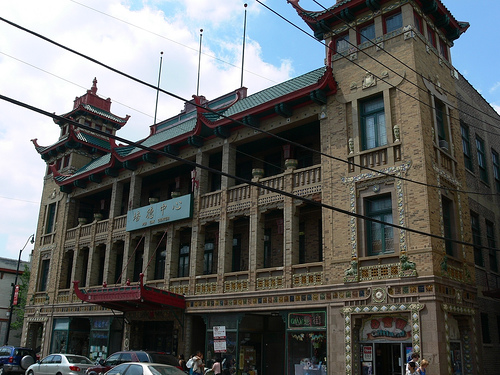
安良堂在芝加哥擁有的大楼，现为

安良堂（英語：On Leong Tong），现名安良工商會（英語：On Leong Chinese Merchants Association，簡稱Chinese Merchants Association），1893年11月創建於紐約，創辦之初為洪门致公堂旗下的团体。為控制唐人街的商業，安良堂曾与協勝公會进行了過激烈的鬥爭。後來安良堂與鬼影幫聯繫密切。目前安良堂在全美20餘個城市設有分會,有超过30,000名注册成员，其中大多数具有商业或工业背景。

## 更多阅读
- 丹尼·李（Denny Lee）， 《龙的岁月： （页面存档备份，存于）鬼影的历史信息》， 纽约时报 ，2003年5月11日。
- MacIllwain，Jeffrey Scott。 在唐人街组织犯罪：1890-1910年在纽约市进行种族和敲诈活动 。 北卡罗来纳州杰斐逊：McFarland＆Company，2004年。 书号   0-7864-1626-2